# Cyclolepidina
Cyclolepidina es un género de foraminífero bentónico considerado un sinónimo posterior de Nephrolepidina de la subfamilia Helicolepidininae, de la familia Lepidocyclinidae, de la superfamilia Asterigerinoidea, del suborden Rotaliina y del orden Rotaliida. Su especie tipo era Lepidocyclina (Cyclolepidina) suvaensis. Su rango cronoestratigráfico abarcaba el Burdigaliense (Mioceno inferior).

## Discusión
Cyclolepidina fue propuesto como un subgénero de Lepidocyclina, es decir, Lepidocyclina (Cyclolepidina).

## Clasificación
Cyclolepidina incluía a la siguiente especie:
- Cyclolepidina suvaensis †